# Amnat Charoen Province Stadium
Das Amnat Charoen Province Stadium (Thai สนามกีฬาจังหวัดอำนาจเจริญ) ist ein Mehrzweckstadion in Amnat Charoen in der Provinz Amnat Charoen, Thailand. Es wird hauptsächlich für Fußballspiele genutzt und war das Heimstadion vom thailändischen Drittligisten Amnat United Football Club. Das Stadion hat eine Kapazität von 5000 Personen. Eigentümer und Betreiber die Amnat United Provincial Administrative Organization. 
Nach einer zweijährigen Sperre des Amnat United FC wird das Stadion 2020 vermutlich wieder das Heimstadion des Vereins.

## Nutzer des Stadions
| Verein          | Zeitraum der Nutzung |
| --------------- | -------------------- |
| Amnat United FC | 2014 bis 2017        |